# إنتر ميلان موسم 2000–01
كان موسم 2000–01 هو الموسم الثاني والتسعين على التوالي لنادي إنتر ميلان في الدوري الإيطالي لكرة القدم.